# Кахокија (Илиноис)
Кахокија (енгл. Cahokia) град је у америчкој савезној држави Илиноис.

## Демографија
По попису из 2010. године број становника је 15.241, што је 1.15 (-7,0%) становника мање него 2000. године.
| Група             | 2000.         | 2010.         |
| Белци             | 9.363 (57,1%) | 5.126 (33,6%) |
| Афроамериканци    | 6.342 (38,7%) | 9.484 (62,2%) |
| Азијати           | 63 (0,4%)     | 30 (0,2%)     |
| Хиспаноамериканци | 369 (2,3%)    | 298 (2,0%)    |
| Укупно            | 16.391        | 15.241        |